# Muhammad ibn al-Fadl al-Dżardżara’i
Muhammad ibn al-Fadl al-Dżardżara’i (arab. ‏محمد بن الفضل الجرجرائي‎; ur. ok. 785, zm. 864/865) – wyższy urzędnik kalifatu Abbasydów pełniący funkcję wezyra.

## Życiorys
Urodził się około 785 roku. Na podstawie jego imienia można wywnioskować, że pochodził z miejscowości Dżardżaraja, na południe od Bagdadu. Swoją karierę w urzędzie Abbasydów rozpoczął jako sekretarz wezyra Al-Fadla ibn Marwana, który wykonywał tę funkcję od 833 do 836 roku.
Kiedy Al-Mutawakkil objął tron w 847 roku i wkrótce potem odprawił długoletniego wezyra Muhammada ibn al-Zajjata, mianował na jego miejsce w 847 roku Muhammada. Krótko potem został zwolniony z powodu zaniedbania obowiązków.
Kalif Al-Musta’in mianował go ponownie wezyrem we wrześniu/październiku 863 roku i Muhammad piastował to stanowisko aż do swojej śmierci w latach 864/865.